# Makravank
Makravank (en arménien Մաքրավանք) est un monastère situé dans l'ancien village de Makravan, aujourd'hui un faubourg de Hrazdan, la capitale du marz de Kotayk, en Arménie centrale.
Le monastère se compose de trois bâtiments : 
- une chapelle du XIe siècle, à moitié en ruines ;
- l'église Sourp Astvatsatsin (« Sainte-Mère-de-Dieu ») du XIIIe siècle, surmontée d'un tambour circulaire et d'une coupole cônique[3] ; et
- un gavit, dont il ne reste plus que la partie inférieure des murs[1].